# Phoebe Snetsinger
Phoebe Snetsinger, nascida Burnett (Lake Zurich, 9 de junho de 1931 — Madagáscar, 23 de novembro de 1999) foi uma ornitóloga estado-unidense que observou e registou cerca de 8 398 espécies de aves diferentes, mais do que qualquer outro na história, tornando-se a primeira pessoa que observou mais aves no mundo. Escreveu um livro de memórias intitulado Birding on Borrowed Time, que mostra todos os seus registos. Ela viajou o mundo várias vezes para encontrar as aves em seus habitats.
Após receber um diagnóstico de cancro da pele melanoma aos cinquenta anos, ela passou a observar as aves mais avidamente, ficando conhecida como uma ornitóloga perspicaz que manteve as suas anotações detalhadas. Ela foi descrita como uma observadora de aves de excelente memória e com um forte espírito competitivo. Phoebe morreu num acidente de viação em Madagáscar.

## Infância e educação
Filha de Naomi Geddes e Leo Burnett, um notório publicitário na indústria, Phoebe Snetsinger foi criada em Lake Zurich, no Ilinóis, onde frequentou uma pequena escola primária com apenas dois alunos. 
Aos onze anos, ela conheceu seu futuro marido, David Snetsinger (que na época tinha treze anos) no clube 4-H. Phoebe licenciou-se em alemão no Swarthmore College. Após o serviço militar do seu marido na Coreia, ambos continuaram a estudar para obter um mestrado em literatura germânica.

## Carreira e diagnóstico do cancro da pele melanoma
Phoebe iniciou a sua carreira, após observar a ave mariquita-papo-de-fogo (Setophaga fusca) em 1961, e no mesmo ano realizou sua primeira viagem como observadora de aves no Minesota com um amigo. Tornou-se uma ornitóloga conhecida localmente na década de 1970. Em 1981, com cinquenta anos de idade foi diagnosticada com cancro da pele terminal (melanoma). Phoebe viajou até ao Alasca para observar as aves e após isto regressou a casa para encontrar a remissão do cancro, que regrediu num período de cerca de cinco anos, e em seguida reapareceu. Phoebe procurou tratamento cirúrgico para uma recorrência.

Observar aves significa muitas coisas para diferentes pessoas, mas para mim está estreitamente relacionada à sobrevivência.

— Pheobe Snetsinger 
Após o Alasca, Phoebe viajou pelo mundo para identificar as aves e conhecer outros lugares. Ela visitou áreas remotas, que por vezes estavam sob condições políticas instáveis, para expandir a sua lista de aves. Como uma ornitóloga amadora, ela levou cadernos de campo abundantes, especialmente sobre as subespécies distintas, muitas das quais já haviam sido reclassificadas como espécies plenas. 
Quando Phoebe começou a observar aves, havia cerca de 8 500 espécies conhecidas, em comparação com cerca de 10 000 no ano da sua morte. Em 1995, Phoebe apresentou uma lista de 8 040 espécies que tinha documentado para a Associação Estado-Unidense de Observadores de Aves (American Birding Association, ABA) e para o Livro Guinness dos Recordes (antigo Guinness Book of Records, atual: Guinness World Records), sendo a primeira pessoa a ultrapassar o recorde de 8 000 espécies observadas no mesmo ano. Na época da sua morte, Phoebe identificou e documentou 8 398 espécies, cerca de 85% das espécies conhecidas no mundo. Suas observações incluíram 2 000 aves nos géneros monotípicos, que são as únicas espécies do género. Suas notas detalhadas sobre as aves que observou eram esperadas para aumentar a sua lista, já que algumas estavam propensas a ser identificadas como novas espécies depois da sua morte.
Nas análises da biografia de Phoebe Snetsinger por Olivia Gentile e Frank Graham, Jr., ambos compararam o seu forte espírito competitivo com o de Danica Patrick no automobilismo e com o de Judit Polgár no xadrez, mulheres bem-sucedidas nas áreas dominadas por homens. Phoebe viajava cerca de quatro meses por ano, e passava o resto do ano a estudar fotos de aves. Sua mãe viu esta atividade como a de “uma ave com medo de ser engaiolada.” Phoebe perdeu o funeral da sua mãe e o casamento de uma das suas filhas, enquanto viajava para observar as aves.
Enquanto observava aves na Papua-Nova Guiné, Phoebe acabou sendo estuprada por cinco homens com machetes, mas regressou ao país no ano seguinte para observar novas espécies. Realizou demasiados passeios em desertos, pântanos, selvas e montanhas em todos os continentes a procura de novas espécies de aves. Ao longo da sua carreira, ela sobreviveu à malária, a um acidente de barco e foi levada como refém na Etiópia. De acordo com a ornitóloga Nate Swick, observar aves em 2016 exige menos esforço do que quando Phoebe realizava o seu trabalho ao observá-las em seus habitats, pois muitas nações têm promovido o ecoturismo para fortalecer a sua economia e Phoebe é vista como uma pioneira por outros ornitólogos. Tony Bennett, que conheceu Phoebe a observar aves no Novo México, disse que ela foi uma “artesã consumada de observação de aves . . . intensa e bem preparada.”

## Vida pessoal
Phoebe e David Snetsinger tiveram quatro filhos, sendo três deles pesquisadores de aves nos Estados Unidos. Na época da morte de Phoebe, Carol estava envolvida na pesquisa sobre aves no Alasca e Montana; Susan "estudou a coruja-pintada (Strix occidentalis) na região Noroeste" dos Estados Unidos; e Thomas pesquisava espécies de aves em perigo para o governo federal. Sua terceira filha, Penny, é professora de química na Universidade do Sagrado Coração em Fairfield, Coneticute.
Conforme descrita por Frank Graham, Jr. na análise da biografia de Phoebe Snetsinger por Olivia Gentile, intitulada Life List, o seu passatempo antes de observar aves era escrever poesias, que Frank Graham descreveu:
 "[I]ntimamente, Phoebe Snetsinger foi consumida pelo tédio, pela frustração e pelas reflexões sombrias, que ela expressa somente em formas secretas na escrita da poesia,"
 sentimentos estes que ele descreve, são amplamente abordados por seu desenvolvimento posterior da aspiração de documentar espécies de aves. Phoebe Snetsinger residia em Webster Groves, um subúrbio de Saint Louis.

## Morte
A 23 de novembro de 1999, durante uma viagem de Phoebe para observar as aves em Madagáscar, o furgão que ela conduzia capotou, matando-a instantaneamente. A última ave que ela observou antes do acidente foi a vanga-de-cauda-vermelha (Calicalicus rufocarpalis), uma espécie que foi descrita como nova para a ciência, apenas dois anos antes em 1997.

## Livro de memórias
O livro de memórias de Phoebe Snetsinger, intitulado Birding on Borrowed Time, foi publicado em 2003 por American Birding Association (ABA), que descreveu-o como: "É muito mais do que apenas uma narrativa de viagem, o livro também é um documento humano profundamente tocante, que detalha como a obsessão de Phoebe Snetsinger com aves tornou-se uma maneira de lidar com a doença terminal."[carece de fontes?]

## Prémios e honras
Em 1994, Phoebe Snetsinger entrou para o Livro Guinness dos Recordes como "a maior observadora de aves do mundo".
Numa entrevista de 1995, em Webster Groves, no Missúri, "Phoebe Snetsinger disse: um observador de aves sério que sai com companheiros experientes uma vez por semana, pode acumular duzentas novas espécies num ano, tal como eu fiz. No entanto, após um ano como este, o ritmo diminui drasticamente, pois terás visto quase todas as espécies comuns do estado." Phoebe foi reconhecida como a "a detentora do recorde mundial atual, por registar mais de 8 000 espécies de aves".
Em 1999, o Livro Guinness dos Recordes disse que: "Phoebe Snetsinger, a maior observadora de aves do mundo, residente em Webster Groves, no Missúri, registou 8 040 das 9 700 espécies de aves conhecidas desde 1965".
Em 2010, ela foi considerada uma das duas pessoas que viram mais de 8 000 espécies de aves.
A 9 de junho de 2016, assinalando os oitenta e cinco anos do seu nascimento, o motor de pesquisa Google dedicou-lhe um Google Doodle.